# Силва, Руи
Руи Силва (порт. Rui Manuel Monteiro Silva; род. 3 августа 1977, Сантарен) — португальский легкоатлет (бег на средние и длинные дистанции), чемпион и призёр чемпионатов Европы и мира, призёр летних Олимпийских игр 2004 года в Афинах, участник двух Олимпиад.

## Карьера
Победитель командного чемпионата Европы 2009 года в Лейрии. Серебряный (1998) и бронзовый (2002) призёр чемпионатов Европы. Чемпион (1998, 2002, 2009) и серебряный призёр чемпионатов Европы в помещении. Чемпион (2001) и серебряный призёр (2004) чемпионатов мира в помещении. Бронзовый призёр чемпионата мира 2005 года в Хельсинки.
На летних Олимпийских играх 2000 года в Сиднее Силва выступал в беге на 1500 метров, и, показав результат 3:41.93, не попал в финал соревнований. На следующей Олимпиаде в Афинах Силва выступал в той же дисциплине и с результатом 3:34.68 стал бронзовым призёром Олимпиады.